# باول ميلر
باول ميلر (بالإنجليزية: Paul Miller)‏ (31 يناير 1968 في المملكة المتحدة - ) هو لاعب كرة قدم بريطاني في مركز الوسط. لعب مع نادي بريستول روفيرز ونادي بريستول سيتي ونيوبورت كونتي ويوفل تاون وLincoln United F.C. ‏ ولينكولن سيتي أف سي ونادي ويمبلدون.

## وصلات خارجية
- باول ميلر على موقع قاعدة بيانات كرة القدم.إي يو (الإنجليزية)
- باول ميلر على موقع Soccerbase.com (لاعب) (الإنجليزية)
- باول ميلر على موقع عالم كرة القدم.نت (الإنجليزية)